# Route 348 (Québec)
Pour les articles homonymes, voir Route 348.
La route 348 (R-348) est une route régionale québécoise d'orientation est / ouest située sur la rive nord du fleuve Saint-Laurent. Elle dessert les régions administratives de Lanaudière et de la Mauricie.

## Tracé
La route 348 débute à l'angle de la route 125 à Rawdon. Après avoir traversé cette ville, elle relie plusieurs petites localités de la région dont Saint-Félix-de-Valois et Saint-Gabriel-de-Brandon. Après cette ville, elle long la rivière Maskinongé jusqu'à Louiseville, où elle se termine à l'angle de la route 138.

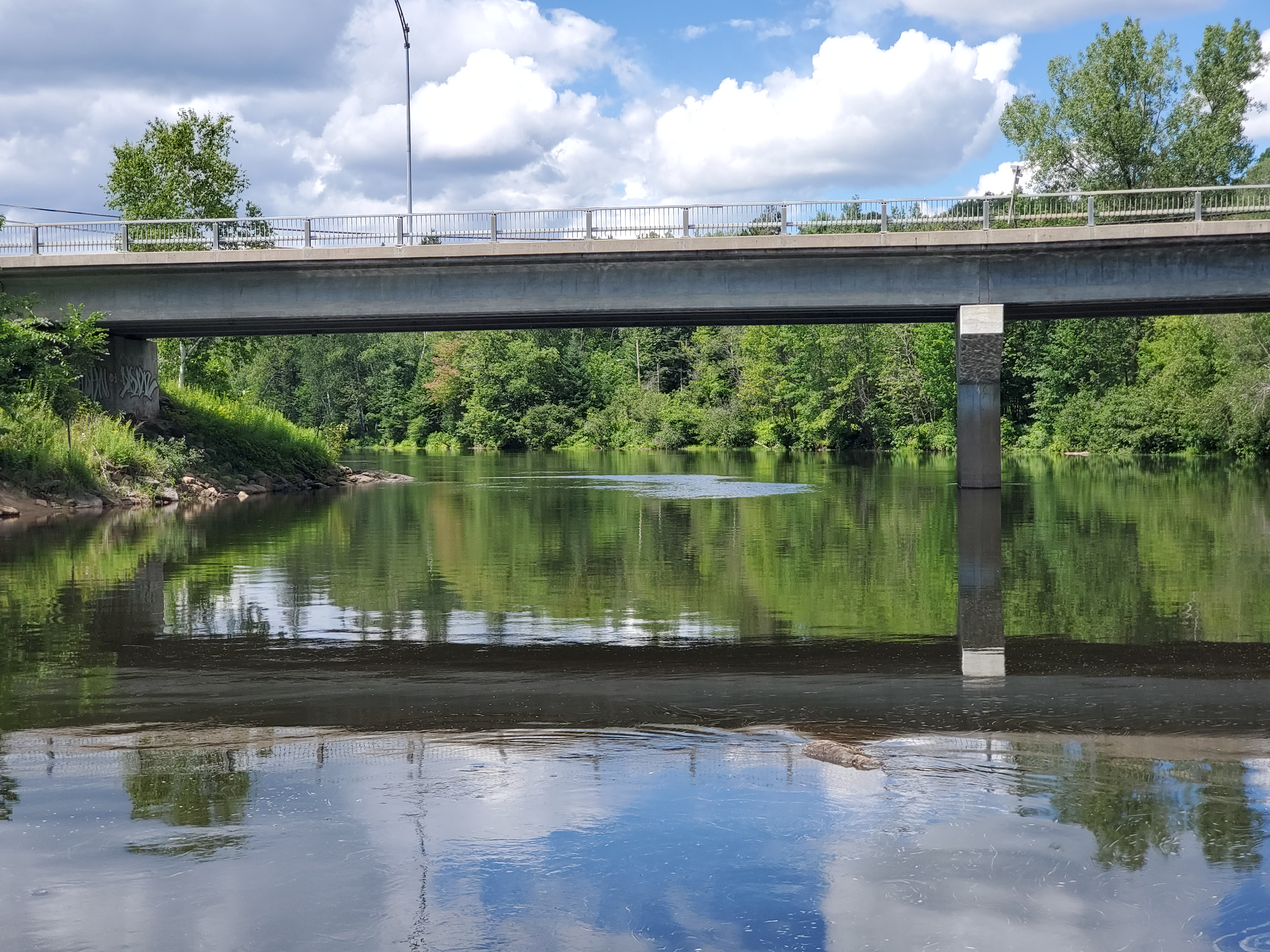
Pont au-dessus de la rivière Ouareau, près de l'extrémité ouest de la route.
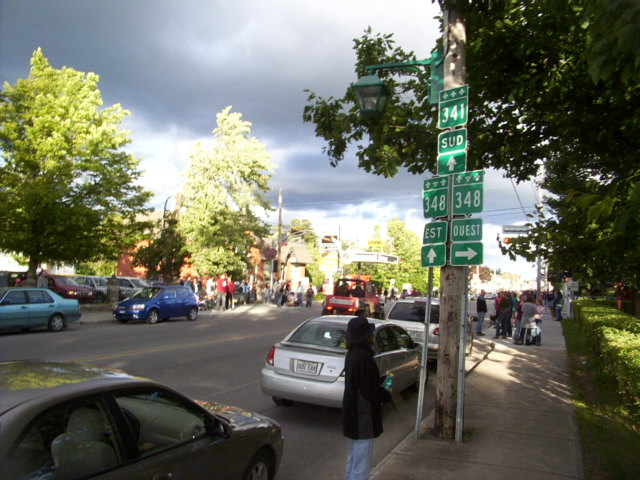
Jonction des routes 341 et 348 à Rawdon.

## Localités traversées (de l'ouest vers l'est)
Liste des municipalités dont le territoire est traversé par la route 348, regroupées par municipalité régionale de comté (MRC).

### Lanaudière
Matawinie
- Rawdon

Joliette
- Saint-Ambroise-de-Kildare
- Sainte-Mélanie

Matawinie
- Saint-Félix-de-Valois

D'Autray
- Saint-Cléophas-de-Brandon
- Saint-Gabriel-de-Brandon
- Saint-Gabriel
- Saint-Didace

### Mauricie
Maskinongé
- Saint-Édouard-de-Maskinongé
- Sainte-Ursule
- Louiseville

## Intersections majeures
| MRC                     | Municipalité                | km    | Destinations                                       | Notes |
| ----------------------- | --------------------------- | ----- | -------------------------------------------------- | --- |
| Matawinie               | Rawdon                      | 0,00  | R-125 – Chertsey, Sainte-Julienne                  | |
| Matawinie               | Rawdon                      | 5,70  | R-341 nord – Chertsey, Saint-Donat                 | Terminus ouest du multiplex avec la R-341; indications en direction ouest seulement                                            |
| Matawinie               | Rawdon                      | 6,90  | R-337 sud – Sainte-Julienne                        | Terminus ouest du multiplex avec la R-337                                                                                      |
| Matawinie               | Rawdon                      | 7,20  | R-337 nord – Saint-Alphonse-Rodriguez              | Terminus est du multiplex avec la R-337                                                                                        |
| Matawinie               | Rawdon                      | 8,30  | R-341 sud – Saint-Jacques                          | Terminus est du multiplex avec la R-341                                                                                        |
| Joliette                | Saint-Ambroise-de-Kildare   | 19,30 | R-343 – Joliette, Sainte-Marcelline-de-Kildare     | |
| Matawinie               | Saint-Félix-de-Valois       | 32,50 | R-131 sud – Saint-Félix-de-Valois, Joliette        | Terminus ouest du multiplex avec la R-131; Joliette indiqué en direction ouest, Saint-Félix-de-Valois indiqué en direction est |
| Matawinie               | Saint-Félix-de-Valois       | 33,40 | R-131 nord – Saint-Jean-de-Matha                   | Terminus est du multiplex avec la R-131                                                                                        |
| D'Autray                | Saint-Gabriel-de-Brandon    | 49,90 | R-347 sud – Berthierville                          | Terminus ouest du multiplex avec la R-347                                                                                      |
| D'Autray                | Saint-Gabriel               | 50,90 | R-347 nord – Saint-Damien                          | Terminus est du multiplex avec la R-347                                                                                        |
| D'Autray                | Saint-Didace                | 61,20 | R-349 sud – Saint-Alexis-des-Monts                 | Terminus nord de la R-349 |
| Maskinongé              | Saint-Édouard-de-Maskinongé | 75,40 | R-350 est – Sainte-Angèle-de-Prémont, Saint-Paulin | Terminus ouest de la R-350; Saint-Paulin indiqué en direction est seulement                                                    |
| Maskinongé              | Louiseville                 | 91,20 | R-138 – Maskinongé, Yamachiche                     | |
| - Terminus de multiplex |                             |       |                                                    | |